# Ischiopsopha dives
Ischiopsopha dives är en skalbaggsart som beskrevs av Raffaello Gestro 1876. Ischiopsopha dives ingår i släktet Ischiopsopha och familjen Cetoniidae. Inga underarter finns listade i Catalogue of Life.